# Re'uven Arazi
Re'uven Arazi (hebrejsky ראובן ארזי‎, žil 11. května 1907 – 18. května 1983) byl izraelský politik a poslanec Knesetu za strany Mapam a Ma'arach.

## Biografie
Narodil se ve městě Mežiriči v tehdejší Ruské říši (pak Polsko, dnes Ukrajina). Studoval gymnázium v Polsku a pránickou fakultu ve Varšavě. Ve Varšavě také absolvoval institut židovských studií. V roce 1949 přesídlil do Izraele.

## Politická dráha
V mládí se angažoval v sionistickém hnutí ha-Šomer ha-Ca'ir V Polsku. Byl jedním z předáků Socialistických sionistických studentů. V letech 1933–1939 byl členem školského systému Tarbut. V roce 1940 byl odeslán do vyhnanství na Ural v Sovětském svazu. V roce 1946 se vrátil do Polska, podílel se na obnově hnutí ha-Šomer ha-Ca'ir, jehož generálním tajemníkem se stal. Byl aktivní v Židovského národního fondu. V letech 1959–1965 byl v Izraeli politickým tajemníkem strany Mapam.
V izraelském parlamentu zasedl poprvé po volbách v roce 1965, do nichž šel za Mapam. Během funkčního období ale přešel do poslaneckého klubu Ma'arach. Pracoval v parlamentním výboru pro záležitosti vnitra a výboru pro ústavu, právo a spravedlnost. Opětovně byl na kandidátce Ma'arach zvolen ve volbách v roce 1969. Stal se členem výboru pro ústavu, právo a spravedlnost, výboru překladatelského a výboru House Committee. Ve volbách v roce 1973 nebyl zvolen.